# 向田和子
向田 和子（むこうだ かずこ、1938年 - ）は東京都出身のエッセイスト。長姉は作家で脚本家の向田邦子。邦子著「字のないはがき」という散文の末の妹。

## 人物
- 実践女子短期大学卒業後、美容家秘書、損保会社を経て、1978年に向田邦子と赤坂の小料理屋「ままや」を開店したが1998年に閉店した。
- 2003年に東宝映画「阿修羅のごとく」の制作報告会見で挨拶した。
- 日本ペンクラブ会員。

## 著書
- 『向田邦子の手料理』(1989年、講談社)
- 『かけがえのない贈りもの ままやと姉・邦子』（1994年、文藝春秋）
- 『向田邦子の青春・写真とエッセイで綴る姉の素顔』（1999年、文藝春秋）
- 『向田邦子の遺言』（2001年、新潮社）
- 『向田邦子の恋文』（2002年、文藝春秋）